# Grand Hotel et des Palmes
Il Grand Hotel et Des Palmes è uno storico albergo di Palermo, situato nella centrale Via Roma al numero 398. 
Fa parte dei Locali storici d'Italia.

## Storia

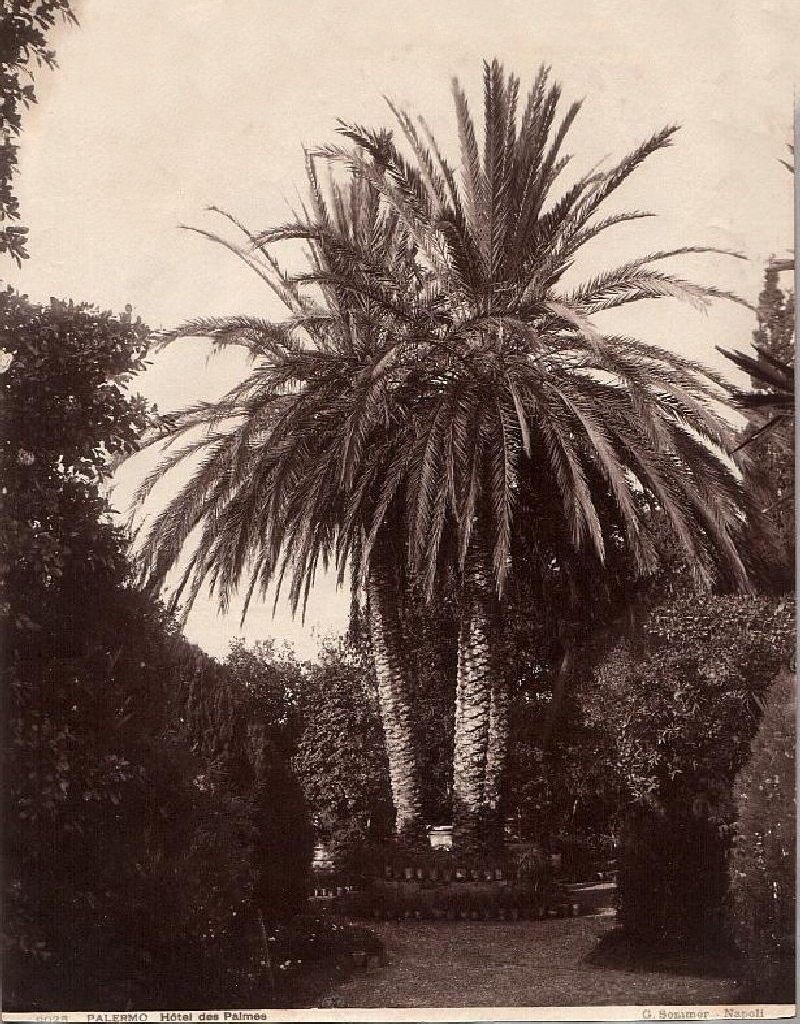
Il giardino del Grande Albergo delle Palme in una foto di fine Ottocento di Giorgio Sommer

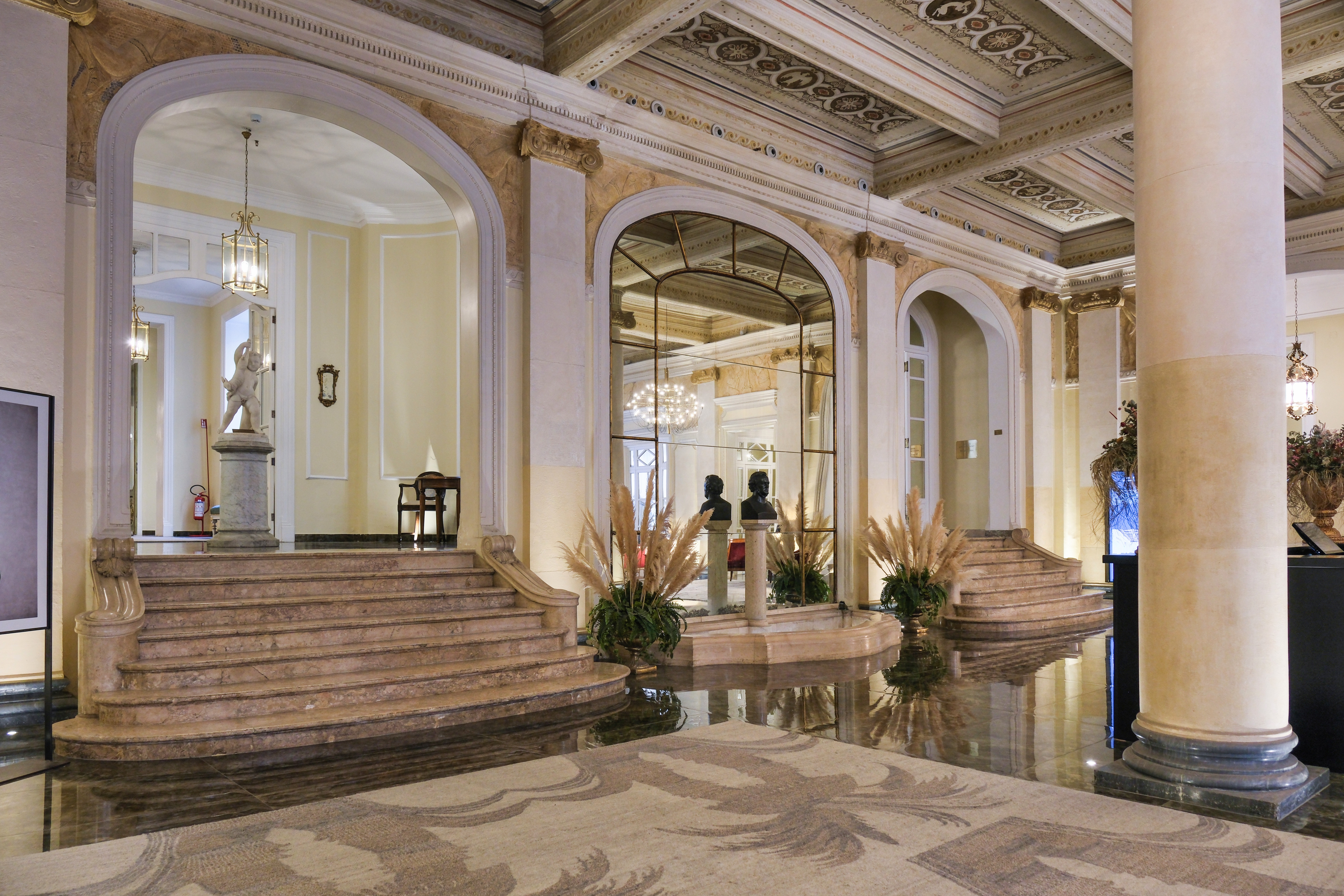
La sala d'ingresso

L'edificio venne costruito per iniziativa della famiglia Ingham-Whitaker nel 1874 ed utilizzato come residenza privata. La casa era collegata da un passaggio segreto all'antistante Chiesa anglicana. Inizialmente l'edificio era composto da un corpo basso di due piani con un giardino d'inverno esotico che arrivava fino al mare.
Sul finire del XIX secolo la casa venne ceduta al cavaliere Enrico Ragusa che, nel 1907, diede incarico all'architetto Ernesto Basile di trasformare Palazzo Ingham nel Grande Albergo delle Palme diventando così un hotel di lusso simbolo della Belle Époque.
Nell'edificio hanno soggiornato diversi personaggi illustri tra cui:
- Richard Wagner nel 1881 vi terminò la composizione del Parsifal[2];
- Raymond Roussel vi visse fino alla morte[3];
- Charles Poletti lo trasformò nel quartier generale statunitense durante la seconda guerra mondiale;

In esso si è scritta la storia di Sicilia: nel 1882 da questo albergo Francesco Crispi impartiva lezioni di politica, mentre rimane famosa la cena a 12 portate servita all'ex presidente del Consiglio Vittorio Emanuele Orlando.
Nell'ottobre 1957 vi si tenne l'ultimo summit conosciuto tra i capi di Cosa nostra e i boss della mafia americana. Nei suoi locali avrebbe avuto luogo l'episodio di tentata corruzione, che determinò la caduta del milazzismo il 15 febbraio 1960.
Passato sotto il controllo del Banco di Sicilia negli anni sessanta, negli anni 2000 è stato acquisito al Gruppo Acqua Marcia. Il 6 novembre 2018 viene acquistato all'asta dal fondo di investimento Algebris del finanziere Davide Serra per circa 12 milioni di euro.
L'albergo è il fulcro del film italo-francese del 1990 Dimenticare Palermo di Francesco Rosi, con James Belushi, anche se le scene interne erano girato al Hotel Plaza in Via del Corso a Roma e per le scene esterne viene scelto un altro edificio nei pressi della Cattedrale di Palermo, proprio per mostrare il monumento.